# Sumio Iijima
Sumio Iijima (飯 島 澄 男 Iijima Sumio; 2 de maio de 1939) é um físico japonês, muitas vezes citado como o inventor de nanotubos de carbono. Embora os nanotubos de carbono tenham sido observados antes de sua "invenção", o artigo de 1991 da Iijima gerou um interesse sem precedentes nas nanoestruturas de carbono e, desde então, alimentou uma intensa pesquisa na área de nanotecnologia. Para este e outros trabalhos Sumio Iijima foi premiado, juntamente com Louis Brus, o Prêmio Kavli inaugural de nanociência em 2008. Nascido na Prefeitura de Saitama em 1939, Iijima se formou em 1963 na Universidade de Eletro-Comunicações de Tóquio. Ele recebeu um mestrado em 1965 e completou seu Ph.D. Em física de estado sólido em 1968, ambos na Universidade de Tohoku em Sendai. Entre 1970 e 1982 ele realizou pesquisas com materiais cristalinos e microscopia eletrônica de alta resolução na Arizona State University. Ele visitou a Universidade de Cambridge durante 1979 para realizar estudos sobre materiais de carbono. Ele trabalhou para a Research Development Corporation do Japão de 1982 a 1987, estudando partículas ultra-finas, após o qual se juntou à NEC Corporation onde ainda está empregado. Ele descobriu nanotubos de carbono em 1991 enquanto trabalhava com a NEC. É também professor universitário na Universidade Meijo desde 1999. Além disso, é membro Honorário do Instituto Nacional de Ciência e Tecnologia Industrial Avançada, Distinguido Professor Universitário Convidado da Universidade de Nagoya. Ele foi premiado com a Medalha Benjamin Franklin em Física em 2002, "pela descoberta e elucidação da estrutura atômica e caráter helicoidal de nanotubos de carbono de paredes múltiplas e paredes únicas, que tiveram um enorme impacto sobre a matéria condensada e os materiais rapidamente crescentes Ciência da ciência e eletrônica em nanoescala ". Ele é um associado estrangeiro da Academia Nacional de Ciências, membro estrangeiro da Academia Norueguesa de Ciências e Letras. Além disso, ele é um membro da Academia do Japão